# Polygonum argyrocoleon
Polygonum argyrocoleon là một loài thực vật có hoa trong họ Rau răm. Loài này được Steud. ex Kunze miêu tả khoa học đầu tiên năm 1847.